# David Morris Lee
David Morris Lee (Rye, New York, 20. siječnja 1931.), američki fizičar. Doktorirao (1959.) na Sveučilištu Yale. Bio je profesor na Sveučilištu Cornell u Ithaci (od 1959. do 2007.). Bavo se fizikom niskih temperatura. Godine 1971. otkrio je suprafluidnu fazu helijeva izotopa ³He, za što je 1996. dobio Nobelovu nagradu za fiziku s D. Osheroffom i R. Richardsonom.